# (32510) 2001 NS
2001 NS (asteroide 32510) é um asteroide da cintura principal. Possui uma excentricidade de 0.20153650 e uma inclinação de 2.66016º.
Este asteroide foi descoberto no dia 12 de julho de 2001 por John Broughton em Reedy Creek.